# モハメド・ジダン
モハメド・アブドゥッラー・ジダン（アラビア語: محمد عبد الله زيدان, Mohamed Abdullāh Zīdān, ラテン文字表記: Mohamed Abdullah Zidan, 1981年12月11日 - ）は、エジプト出身の元プロサッカー選手。元同国代表。ポジションはフォワード。

## 経歴
地元クラブ、アル・マスリでユース時代を過ごした。既にその卓越したテクニックを評価されていた彼はデンマーク・スーペルリーガの1部に所属するABコペンハーゲンに引き抜かれ、コペンハーゲンの地から欧州挑戦を始める。ここでは4シーズン在籍して12ゴールをマークしたが、2003-2004シーズンには同じリーグのFCミッティランドに移籍。ここでチャンスを掴んだジダンは19得点を挙げてリーグ得点王を獲得し、「もうひとりのジダン」として少しずつ欧州の注目を集め始めた。
2004-05シーズンに入っても快調に得点を重ね続けたジダンにはその冬、ヴェルダー・ブレーメンからのオファーが届く。しかしミロスラフ・クローゼやイバン・クラスニッチらブンデスリーガを代表するストライカーたちの間に割って入るまでには至らなかった。2005-06シーズンの冬、ジダンは出場機会を求めて残留争いの直中で喘ぐブンデスリーガの小クラブ、1.FSVマインツ05にレンタルで加入する道を選んだ。
マインツに加入したジダンは安定したパフォーマンスを披露。後半戦の17試合で7ゴールを挙げるだけでなく精力的にチャンスメイクもこなし、「残留は厳しい」との見方が大勢を占めていたマインツを11位にまで押し上げる原動力となった。シーズン終了後は現場やファンだけでなくジダン自らも残留を希望したが、小クラブであるマインツに彼を買い取るだけの財力はなく、レンタル期間終了と共にブレーメンへの復帰が決まった。
ブレーメンに戻ったジダンだったが、2006-07シーズンに入っても厳しいレギュラー争いにほとんど加わることが出来ず、再び移籍を希望するようになった。「クラブの名前ではない、自分を必要としてくれるクラブに完全移籍で移りたい」と熱望するジダンにブレーメンはケガ人事情などもあって移籍を渋るが、最終的に「自分を必要としてくれるクラブ」であるマインツとの移籍交渉がまとまりシーズン途中での完全移籍が決定した(推定移籍金はマインツ史上最多金額とされる280万ユーロ)。
マインツは前半戦を終えてリーグ最下位に沈んでいたが、同じブレーメン所属のレオン・アンドレアセンと共にやって来たジダンはすぐにチームに適応。出場15試合で13得点というペースでゴールを重ねたが、勝ち点3差で降格が決定した。しかしブンデスリーガでその実力をついに証明した「旬」のストライカーとして、他のブンデス1部のクラブなどが獲得に動いた結果、2007-08シーズンからは1部残留を決めたハンブルガーSVでプレーすることとなった(完全移籍、推定移籍金500万ユーロ)。しかし昨シーズンのような活躍を見せることはできず、リーグ戦21試合に出場し、2ゴールの結果に終わった。
2008-09シーズン開幕後、ムラデン・ペトリッチとトレードされる形で、マインツ時代の恩師ユルゲン・クロップ監督がいるボルシア・ドルトムントに移籍した。
2012年1月にかつて在籍した1.FSVマインツ05へ移籍したが、半年で退団。
2012年8月にUAEリーグのバニーヤースSCに2年契約で移籍も同年末で退団。その後は所属チーム無しの状態が続いている。
2013年11月、エジプトの不動産会社に対して3つの不渡り小切手で支払いを行ったとして、詐欺罪で懲役6年の判決を受けた。

## 代表歴
エジプト代表としてアフリカネイションズカップに出場し、優勝に貢献した。

## 所属クラブ
- ABコペンハーゲン 1999-2003
- FCミッティランド 2003-2004
- ヴェルダー・ブレーメン 2005-2007
  -  1.FSVマインツ05 2005-2006 (レンタル)
- 1.FSVマインツ05 2007.1-2007.6
- ハンブルガーSV 2007.6-2008
- ボルシア・ドルトムント 2008-2012.1
- 1.FSVマインツ05 2012.1-2012.6
- バニーヤースSC 2012.7-2012.12

## 個人成績

### 代表での得点
| #   | 日時           | 場所                 | 対戦相手           | スコア | 最終結果 | 大会                                 |
| --- | -------------- | -------------------- | ------------------ | ------ | -------- | ------------------------------------ |
| 1.  | 2006年9月2日   | ナスル・シティ       | ブルンジ           | 1–0    | 4–1      | アフリカネイションズカップ2008予選   |
| 2.  | 2006年11月14日 | ナスル・シティ       | レバノン           | 2–0    | 7–0      | 親善試合                             |
| 3.  | 2006年11月14日 | ナスル・シティ       | レバノン           | 6-0    | 7–0      | 親善試合                             |
| 4.  | 2007年3月25日  | ナスル・シティ       | モーリタニア       | 1–0    | 3-0      | アフリカネイションズカップ2008予選   |
| 5.  | 2008年1月22日  | クマシ               | カメルーン         | 2–0    | 4–2      | アフリカネイションズカップ2008       |
| 6.  | 2008年1月22日  | クマシ               | カメルーン         | 3–0    | 4–2      | アフリカネイションズカップ2008       |
| 7.  | 2009年6月15日  | ブルームフォンテーン | ブラジル           | 1–1    | 3–4      | FIFAコンフェデレーションズカップ2009 |
| 8.  | 2009年6月15日  | ブルームフォンテーン | ブラジル           | 3–3    | 3–4      | FIFAコンフェデレーションズカップ2009 |
| 9.  | 2010年1月28日  | ベンゲラ             | アルジェリア       | 2–0    | 4–0      | アフリカネイションズカップ2010       |
| 10. | 2010年3月3日   | ロンドン             | イングランド       | 0–1    | 3–1      | 親善試合                             |
| 11. | 2010年11月17日 | ナスル・シティ       | オーストラリア     | 3–0    | 3–0      | 親善試合                             |
| 12. | 2012年6月1日   | アレキサンドリア     | モザンビーク       | 2–0    | 2–0      | 2014 FIFAワールドカップ予選          |
| 13. | 2012年6月15日  | アレキサンドリア     | 中央アフリカ共和国 | 1–0    | 2–3      | アフリカネイションズカップ2013予選   |

## 獲得タイトル
クラブ
ボルシア・ドルトムント
- ブンデスリーガ 2010-11

個人
- デンマーク・スーペルリーガ得点王 2004-05, 2005-06

代表
- アフリカネイションズカップ 2008, 2010